# Карликовый гиббон
Карликовый гиббон (лат. Hylobates klossii) — вид приматов из семейства гиббоновых. Видовое латинское название дано в честь английского зоолога Сесила Бодена Клосса (1877—1949).
Шерсть чёрная, в целом напоминает сиамангов, но намного меньше и не имеет горлового мешка. Длина составляет 44—63 см, вес до 6 кг. Как и у остальных гиббонов, у них нет хвоста, а руки очень длинные и приспособлены для брахиации.
Обитают исключительно на Ментавайских островах, лежащих к западу от Суматры. Это дневные обитатели дождевых лесов, почти всё время проводящие на деревьях, изредка спускающихся на землю. Живут парами, защищающими свою территорию размером около 20—30 гектаров. Рацион состоит из фруктов, иногда включает другую растительную пищу, птичьи яйца, насекомых и мелких позвоночных.
В отличие от других видов гиббоновых (кроме серебристого гиббона), самцы и самки карликового гиббона никогда не поют в дуэте. Пение самцов обычно начинается за час до восхода солнца, хор самок звучит после заката. С помощью песен карликовые гиббоны заявляют права на свою территорию.
Беременность длится около семи месяцев. Каждые два или три года самка приносит одного детёныша. Молодняк отлучают от груди на втором году жизни, полностью взрослыми животные становятся к семи годам. Продолжительность жизни в неволе до 40 лет.